# Sismo do Peru de 1687
O Terremoto do Peru de 1687 ocorreu em 20 de outubro de 1687 e devastou toda costa central do Peru, entre Chancay e Pisco (cidade).
Em Lima, este evento histórico foi composto por dois terremotos de alta magnitude. Em 20 de outubro de 1687, por volta das 04h00 teve início ao primeiro sismo e, causou várias destruições desde Lima até Callao, devastando a costa peruana. O segundo sismo ocorreu por volta das 05h00 e foi a causa de um tsunami resultando na destruição do porto de Callao e de outras cidades costeiras. 
Este sismo duplo é considerado o terceiro mais intenso na história de Lima, após os terremotos de 1746 e de 1940. 

## Antecedentes
Em 30 de janeiro de 1687, um sismo de intensidade moderada foi sentido em Lima. Dois meses depois, outro terremoto sacudiu a capital do Vice-Reino, Na madrugada de 31 de março para 1 de abril. Em abril foi registrado sismos nos dias 8, 9, 13 e 16, com intensidades baixas, porém, essas repetições foram consideradas percussoras do sismo do dia 20 de outubro.